# Il tigre
Il tigre (comercialitzada internacionalment com The Tiger and the Pussycat,) és una pel·lícula de comèdia italiana del 1978 dirigida per Dino Risi. Per la seva actuació, Vittorio Gassman va guanyar el Premi David di Donatello al millor actor; la pel·lícula també va guanyar el David di Donatello a la millor producció. També va guanyar una Conquilla de Plata al Festival Internacional de Cinema de Sant Sebastià 1967.

## Argument
A Roma, el fill adolescent de Francesco Vincenzini intenta matar-se després que les seves afeccions siguin rebutjades per Carolina, una bella estudiant d'art.
Francesco decideix enfrontar-se a la jove i condemnar el que ha fet. En canvi, es deixa seduir per ella. Francesco està casat i recentment s'ha convertit en avi. La seva relació amb Carolina el fa sentir de nou jove, però comença a descuidar la seva família i la seva feina.
Decidit a fugir a París amb ella, Francesco escriu una carta de comiat a la seva dona i surt cap a l'estació de tren. A l'últim moment, té un presentiment i decideix tornar a casa, on Esperia fingeix que no va llegir la seva carta.

## Repartiment
- Vittorio Gassman: Francesco Vincenzini
- Ann-Margret: Carolina
- Eleanor Parker: Esperia Vincenzini
- Fiorenzo Fiorentini: Tazio
- Antonella Steni: Pinella
- Luigi Vannucchi: President
- Caterina Boratto: Delia
- Jaques Herlin: Monsignor
- Eleonora Brown: Luisella

## Llançament
La pel·lícula va fer la seva estrena nord-americana a la ciutat de Nova York el 20 de setembre de 1967 en un doble sessió amb la pel·lícula de Raquel Welch Spara forte, più forte, non capisco.